# Masakry ve varšavské čtvrti Wola

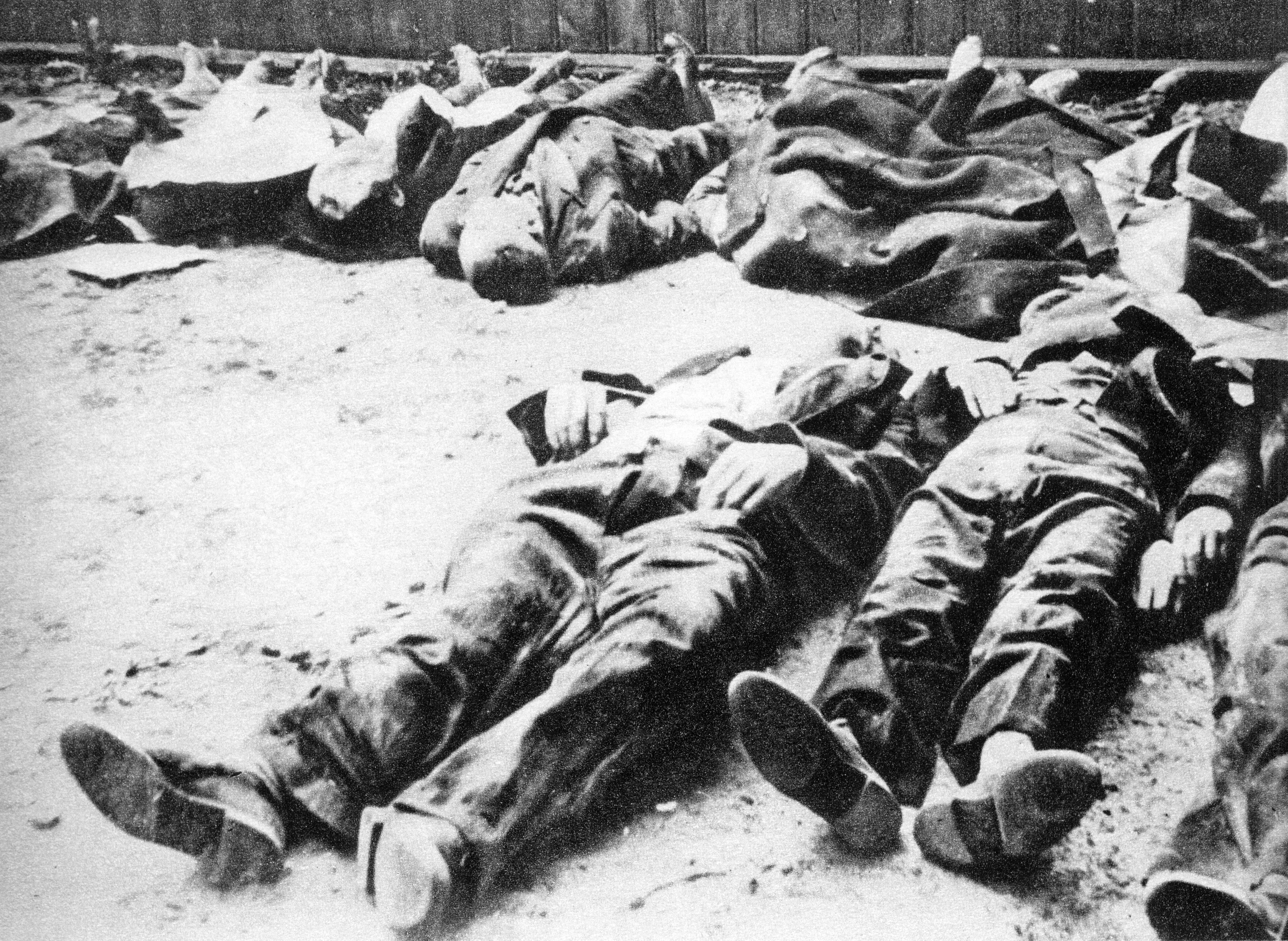
Polští civilisté zavraždění ve Wole

Masakry ve Wole — vyvraždění obyvatel varšavské čtvrti Wola provedené oddíly SS a německé policie v prvních dnech varšavského povstání.
Masakr ve Wole byl proveden na bezprostřední rozkaz Adolfa Hitlera, který nařídil zbourat Varšavu a vyvraždit všechny její obyvatele. Masakru, který vyvrcholil ve dnech 5.—7. srpna 1944, padlo za oběť 30 až 65 tisíc polských mužů, žen a dětí. Byl to pravděpodobně největší jednorázový masakr civilního obyvatelstva spáchaný v Evropě během druhé světové války, a zároveň pravděpodobně největší jednotlivý zločin proti polském národu v historii.

## Hitlerův rozkaz zničit Varšavu
Němečtí okupanti považovali Varšavu za centrum polského odboje proti nacistickému „novému řádu“. Ačkoli se v rámci Generálního gouvernementu snažili polské hlavní město degradovat do role provinčního města, Varšava byla stále centrem polského politického, intelektuálního a kulturního života. Sídlilo zde také velení Polského podzemního státu a fungovaly zde také obzvláště silné a dobře organizované struktury odbojového hnutí. Generální guvernér Hans Frank si 14. prosince 1943 zapsal do deníku: „Máme v této zemi jeden bod, z něhož pochází veškeré zlo: je to Varšava. Kdybychom v Generálním gouvernementu neměli Varšavu, neměli bychom 4/5 obtíží, s nimiž musíme bojovat. Varšava je a zůstane ohniskem nepokojů, místem, z něhož se neklid rozšiřuje do celé země.“
Vypuknutí varšavského povstání 1. srpna 1944 bylo v této situaci nacistickými vůdci vnímáno jako dokonalá příležitost vyřešit „polskou otázku“. Během projevu k vůdcům vojenských obvodů a velitelům škol, který pronesl v Jägerhöhe 21. září 1944 vzpomínal Reichsführer-SS Heinrich Himmler, že když dostal zprávu o vypuknutí povstání, vyrazil okamžitě za Hitlerem a řekl mu: „Můj Vůdce, není to pro nás příliš vhodná chvíle. Z historického pohledu je [však] požehnání, že to Poláci udělali. Za pět, šest týdnů se z toho dostaneme. A potom bude Varšava – hlavní město, hlava, inteligence toho bývalého 16–17milionového národa Poláků – zničena. Tento národ nám už 700 let blokuje Východ a od první bitvy u Tannenbergu nám stojí v cestě. Ale tento historický polský problém už brzy nebude představovat velký problém pro naše děti a pro všechny, kteří přijdou po nás – a dokonce už ani pro nás.“
Během porady, která se odehrála večer 1. srpna 1944 nebo následující den ráno, dal Hitler Himmlerovi a šéfovi generálního štábu Vrchního velení pozemních vojsk (OKH) generálu Heinzovi Guderianovi ústní rozkaz srovnat Varšavu se zemí a vyvraždit všechny její obyvatele. Podle zprávy SS-Obergruppenführera Ericha von dem Bach-Zelewski, který byl jmenován velitelem sil určených k potlačení povstání, zněl rozkaz takto: „každého obyvatele je třeba zabít, brát zajatce je zakázáno. Varšava má být srovnána se zemí. Tímto způsobem vznikne odstrašující příklad pro celou Evropu.“ Šéf von dem Bachova štábu, SS-Brigadeführer Ernst Rode, po válce vypověděl, že SS-Oberführer Oskar Dirlewanger – velitel jedné z jednotek zaměřených na boj proti povstání – obdržel od Himmleta tužkou ručně psaný rozkaz, v němž mu Reichsführer-SS jménem Hitlera oznamoval, že Varšava bude srovnána se zemí a sám Dirlewanger je oprávněn „zabíjet, koho se mu zachce, jak se mu zlíbí“. Hitlerův rozkaz zničit Varšavu dostali také velitelé německé posádky ve Varšavě. SS-Oberführer Paul Otto Geibel, velitel SS a Policie (SS- und Polizeiführer) ve varšavském distriktu, po válce vypověděl, že mu Himmler již 1. srpna večer po telefonu doporučil: „zničte jich desítky tisíc“. Hitlerův rozkaz však platil nejen pro Himmlerovi podřízené útvary SS a policie, ale také pro jednotky Wehrmachtu.

## Německé zločiny ve Wole ve dnech 1.–4. srpna

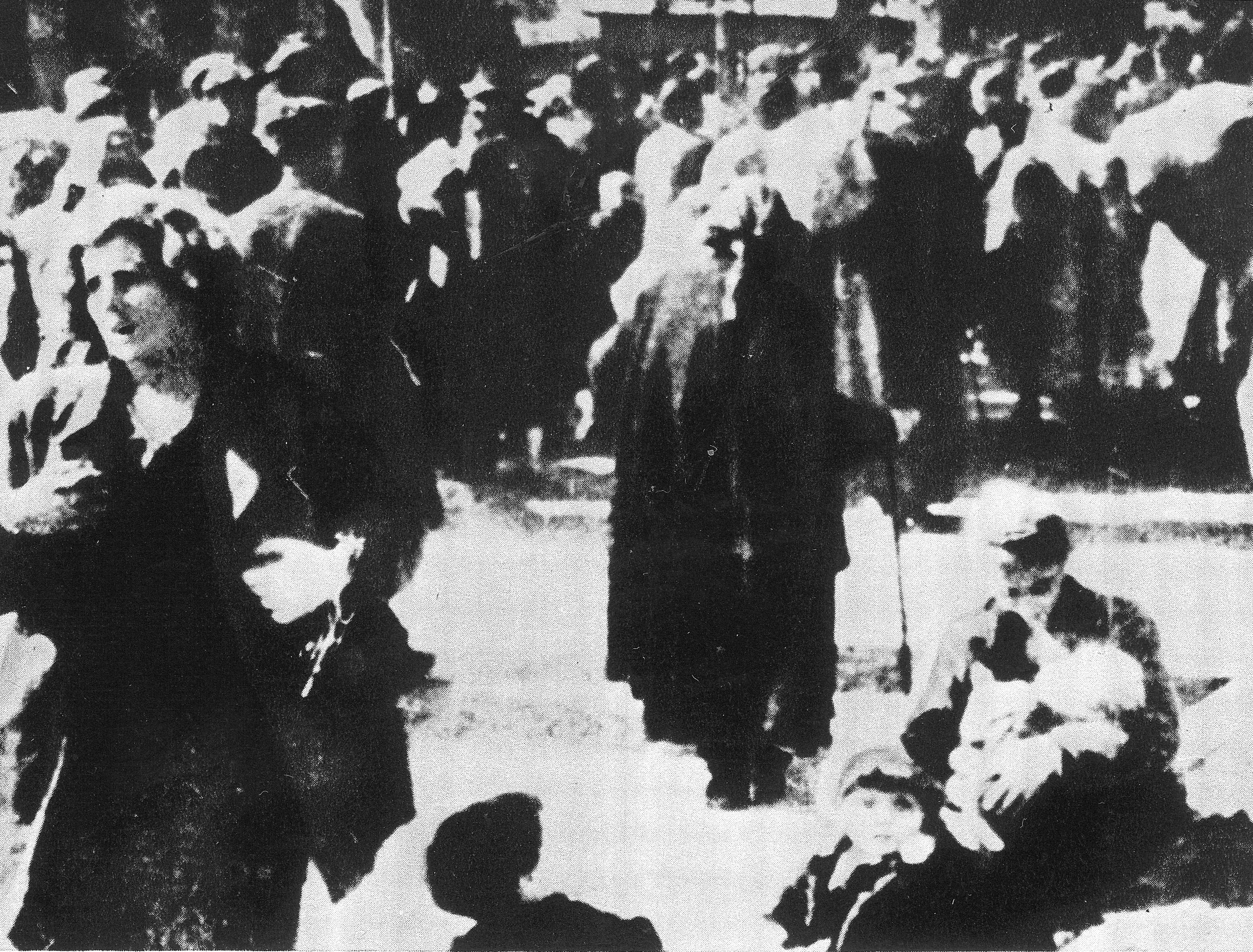
Obyvatelé Woly vyhánění ze svých domovů v srpnu 1944

Od prvních hodin povstání se oddíly německé posádky ve Varšavě dopouštěly mnoha válečných zločinů. Zajaté povstalce stříleli, raněné dobíjeli. Došlo také k prvním vraždám civilního obyvatelstva. K jejich zahájení nebyl potřeba zvláštní Hitlerův rozkaz, protože generál Reiner Stahel měl jako velitel varšavské posádky právo „použít vůči civilnímu obyvatelstvu ve Varšavě všechny prostředky nezbytné k udržení klidu, bezpečnosti a pořádku“.
Zločiny, které Němci ve Wole páchali, neměly zpočátku za cíl kompletní vyvraždění obyvatel čtvrti, ale měly spíše představovat ráznou odvetu za vypuknutí povstání. Za oběť popravám padali především muži podezíraní z účasti v bojích. 1. srpna brzy odpoledne – tedy ještě před vypuknutím povstání – vykonali Němci hromadnou popravu u domu č. 28 v Sowińského ulici (na rohu s Karlińského). Jako odvetu za dřívější potyčku s vojáky Zemské armády, kteří mířili na shromaždiště, zde bylo zastřeleno osm náhodně zadržených Poláků. Na úplném počátku povstaleckých bojů zase německá pěchota s podporou tanků zaskočila v části Woly zvané Koło jednotky poručíků „Ostoji“ a „Gromady“ z obvodu Zemské armády „Wola“. Když rozprášili polské oddíly, podnikli Němci v ulicích Koła štvanici, dobíjeli raněné a zabíjeli zajaté vojáky ZA. 1. srpna zabili Němci také několik civilních obyvatel domu na Okopowé ulici č. 20 a zapálili dům č. 165 na Wolské ulici zvaný Pekiełko, kde zastřelili šest polských mužů.
Vzhledem k početní i technické převaze nepřítele nedokázaly oddíly obvodu ZA „Wola“ dobýt většinu určených cílů. Pouze část této čtvrti se na přechodnou dobu dostala pod kontrolu povstalců. Zásadní vliv na průběh bojů ve Wole mělo to, že touto čtvrtí procházela jedna z nejdůležitějších komunikačních tepen města, trasa Wolska – Chłodna – Elektoralna – Senatorska – Kierbedziův most (tzv. wolská tepna). V létě 1944 to byla jednak z nejdůležitějších zásobovacích tras na centrálním úseku východní fronty, která spojovala se zázemím německé oddíly na pravém břehu Visly. Již od ranních hodin 2. srpna se německé frontové oddíly snažily tuto neuralgickou linii odblokovat. Kvůli tomu se polské oddíly ve Wole již na úplném začátku povstání dostaly do intenzivních obranných bojů. Nepřítel útočil každý den silněji, přičemž se dopouštěl mnoha zločinů na zajatcích i civilním obyvatelstvu. Jak se později ukázala, Wola se stala jednou z varšavských čtvrtí, kde se ještě před příchodem Himmlerem zorganizovaných „posil“ Němci dopustili největších porušení válečného práva.

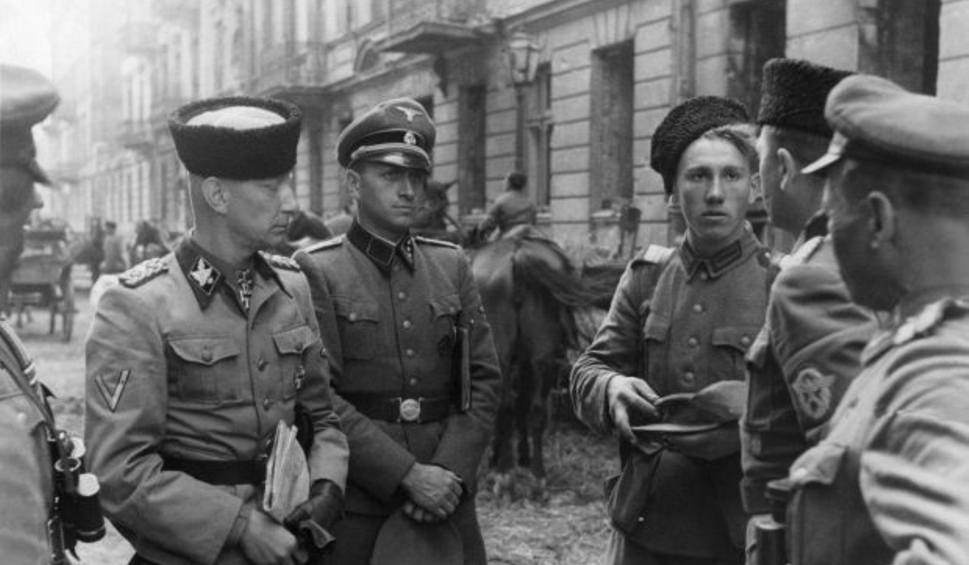
SS-Gruppenführer Heinz Reinefarth s vojáky 3. kozáckého pluku

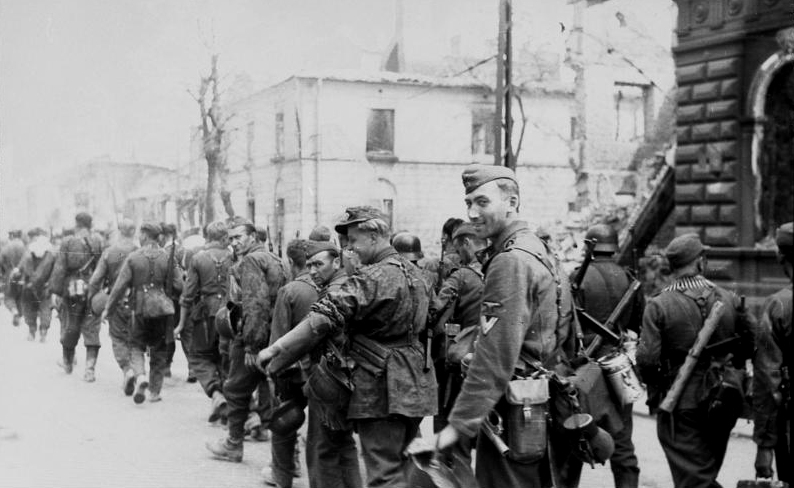
Esesmani z Dirlewangerovy brigády pochodují Chłodnou ulicí směrem na varšavské Śródmieście

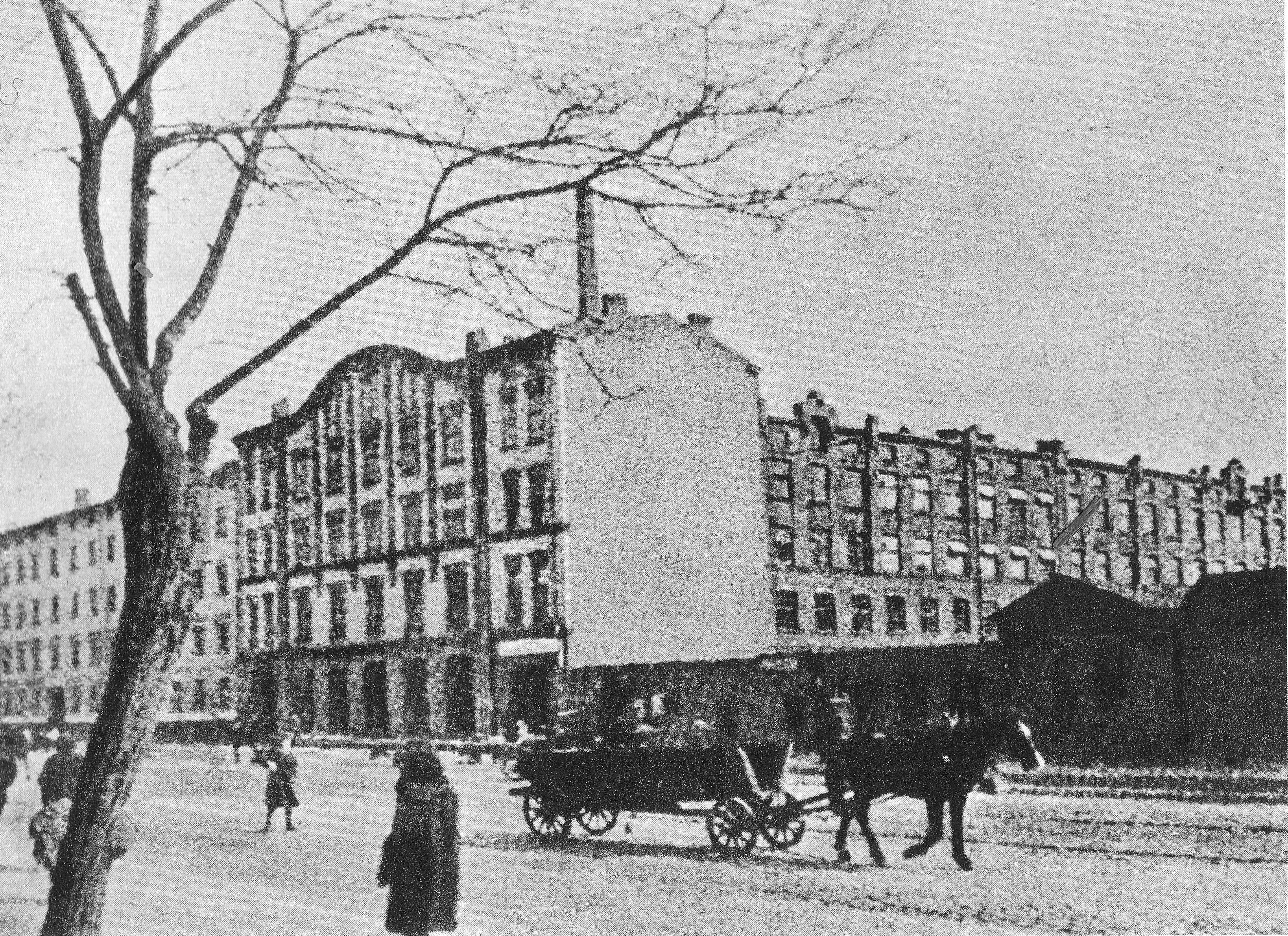
Továrna Józefa Franaszka na Wolské ul. č. 41/45, místo prvních poprav 4. srpna 1944

Vojáci divize „Hermann Göring“, kteří ve Wole bojovali ve dnech 1.–4. srpna, zavraždili cca 400 zajatých povstalců včetně mnoha raněných. Jednotky této divize zároveň – s podporou vojáků 608. obranného pluku – systematicky vyháněly z obytných budov polské civilní obyvatelstvo. Vojáci se přitom dopouštěli vražd, loupeží a znásilnění. 2. srpna shromáždili v zahradě domu č. 43 v ulici Zawiszy dvacet tři polských mužů, které následně zabili granáty. Dalších patnáct mužů Němci zavraždili poblíž na Magistracké ulici č. 9/11. Téhož dne zastřelili také skupinu mužů z domu na Sokołowské č. 26 (roh s Górczewskou) a sedm mužů, které vyvedli z domů č. 17 a 19 na Prądzyńského ulici. Kromě toho 2. srpna Němci uvěznili první skupinu civilních obyvatel v budově kostela sv. Vojtěcha na Wolské č. 76 (další skupiny vyhnanců, zpočátku nevelké, sem přišly 3. a 4. srpna). 3. srpna si němečtí vojáci oblékli bílé pásky, kterými se identifikovali povstalci, a díky tomuto úskoku se jim podařilo dobýt domy č. 12, 14 a 16 na Młynarské ulici. Obyvatele domů ukrývající se ve sklepech zavraždili mj. pomocí granátů, které vhazovali dovnitř.
Německé oddíly bojující ve Wole často využívaly polské civilisty, zejména ženy a děti, jako živé štíty kryjící útok pěchoty nebo tanků. Chycené Poláky nutili také k rozebírání barikád přímo uprostřed bojů. Tuto zločinnou taktiku jako první ve Varšavě použily oddíly Wehrmachtu, teprve později jednotky SS a policie. 2. srpna vojáci divize „Hermann Göring“ použili 50 Poláků přivázaných k žebříku jako krytí pro tanky, které se blížily k pozicím povstalců v oblasti Okopowé ulice. Byl to první zaznamenaný případ, kdy byli polští civilisté během povstání využiti jako živé štíty. Následující den, když německé tanky zaútočily na povstalecké barikády na Wolské ulici, Němci hnali před kolonou tanků skupinu mužů a žen, kteří měli posloužit jako štíty vozidel i pracovní síla k rozebrání barikád. Útok byl zastaven, část civilistů se povstalcům podařilo osvobodit, ale mnoho dalších zemřelo uprostřed křížové palby. V dopoledních hodinách početná skupina tanků z divize „Hermann Göring“ opět udeřila podél Wolské. Před tanky šlo jako krytí přibližně 300 polských civilistů (mužů i žen). Německé koloně se podařilo proniknout přes barikády povstalců a následně přes Towarowou ulici a Aleje Jerozolimskie až k mostu Poniatowského. Teprve tady propustili zbylé přeživší civilisty. Němečtí tankisté využívali polské civilisty jako živé štíty také během bojů ve Wole 4. srpna.

### Příchod německých posil
Ačkoli vypuknutí povstání Němce nezaskočilo po taktické stránce, po operativní stránce se jednalo o neočekávanou událost. Německé velení proto mohlo do boje ve Varšavě poslat pouze ty jednotky, jejichž převelení do Varšavy umožňovala situace aktuálně panující na východní frontě. Již 2. srpna Reichsführer-SS Heinrich Himmler vyrazil letadlem do Poznaně, kde společně s místním gauleiterem Arthurem Greiserem a velitelem 21. vojenského obvodu generálem Walterem Petzelem vytvořili policejní skupinu, která měla vyrazit na pomoc německé posádce ve Varšavě; její velení svěřil Himmler SS-Gruppenführerovi Heinzi Reinefarthovi.
V první skupině německých sil převelených na boj proti povstání se nacházely následující oddíly:
- improvizovaná policejní skupina z Vartské župy pod velením SS-Gruppenführera Heinze Reinefartha (dvě a půl roty motorizované policie, rota motorizovaných četníků, rota SS „Röntgen“, prapor kadetů z 5. důstojnické pěchotní školy);
- zvláštní pluk SS „Dirlewanger“ pod velením SS-Oberführera Oskara Dirlewangera. Tato jednotka se doposud specializovala na provádění brutálních pacifikačních akcí v zázemí východní fronty. Většina jejích vojáků byli němečtí zločinci povolaní z vězení a koncentračních táborů, kterým bylo slíbeno zmírnění trestu výměnou za boj ve jménu Třetí říše;
- útočná brigáda SS RONA (Ruská osvobozenecká lidová armáda) pod velením SS-Brigadeführera Bronislava Kaminského. Byla to kolaborační formace složená převážně z Rusů a Bělorusů. Po vypuknutí povstání se z vojáků z této brigády zformoval útočný pluk (složený z cca 1700 svobodných mužů) pod velením majora Ivana Frolova;
- 608. obranný pluk pod velením plukovníka Williho Schmidta;
- dva ázerbájdžánské prapory (prapor ze Zvláštní skupiny „Bergman“ a 1. prapor 111. pluku)